# NBA-Draft 1972

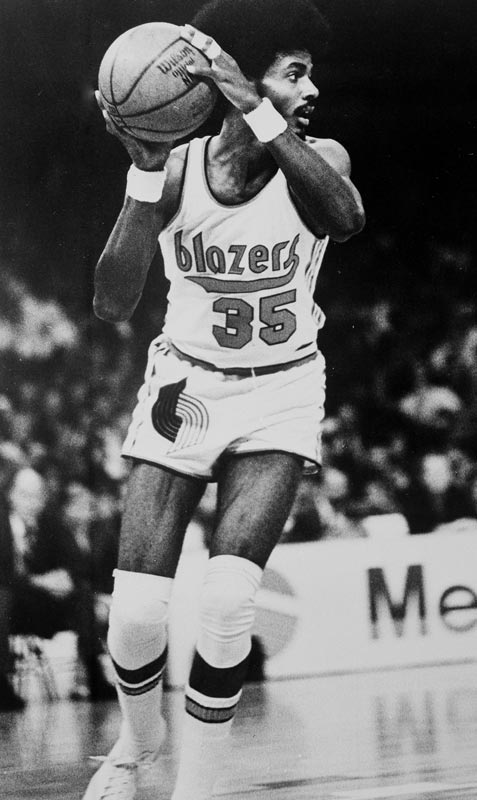
Nummer-1-Pick LaRue Martin (1972)

Der NBA-Draft 1972 wurde am 10. April 1972 in New York City durchgeführt. Insgesamt gab es 18 Runden.
An erster Position wurde LaRue Martin von den Portland Trail Blazers gewählt. Von den insgesamt 198 ausgewählten Spielern absolvierten 50 mindestens ein NBA-Spiel. Julius Erving und Bob McAdoo sind die bisher einzigen Spieler aus diesem Draft, die in die Naismith Memorial Basketball Hall of Fame aufgenommen wurden.

## Draftpicks
- Mitglieder der Naismith Memorial Basketball Hall of Fame sind farblich hervorgehoben

| Runde | Pick | Spieler (Position)   | Nat.               | NBA Team               | vorheriges Team/College                     |
| ----- | ---- | -------------------- | ------------------ | ---------------------- | ------------------------------------------- |
| 1     | 1    | LaRue Martin (C)     | Vereinigte Staaten | Portland Trail Blazers | Loyola (Chicago)                            |
| 1     | 2    | Bob McAdoo (F/C)     | Vereinigte Staaten | Buffalo Braves         | University of North Carolina                |
| 1     | 3    | Dwight Davis (F)     | Vereinigte Staaten | Cleveland Cavaliers    | University of Houston                       |
| 1     | 4    | Corky Calhoun (F)    | Vereinigte Staaten | Phoenix Suns           | University of Pennsylvania                  |
| 1     | 5    | Fred Boyd (G)        | Vereinigte Staaten | Philadelphia 76ers     | Oregon State University                     |
| 1     | 6    | Russ Lee (G/F)       | Vereinigte Staaten | Milwaukee Bucks        | Marshall                                    |
| 1     | 7    | Bud Stallworth (G/F) | Vereinigte Staaten | Seattle SuperSonics    | University of Kansas                        |
| 1     | 8    | Tom Riker (F/C)      | Vereinigte Staaten | New York Knicks        | University of South Carolina                |
| 1     | 9    | Bob Nash (F)         | Vereinigte Staaten | Detroit Pistons        | University of Hawaii                        |
| 1     | 10   | Paul Westphal (G)    | Vereinigte Staaten | Boston Celtics         | University of Southern California           |
| 1     | 11   | Ralph Simpson (G/F)  | Vereinigte Staaten | Chicago Bulls          | Michigan State University                   |
| 1     | 12   | Julius Erving (G/F)  | Vereinigte Staaten | Milwaukee Bucks        | University of Massachusetts Amherst         |
| 1     | 13   | Travis Grant (F)     | Vereinigte Staaten | Los Angeles Lakers     | Kentucky State University                   |
| 2     | 14   | Bob Davis (F)        | Vereinigte Staaten | Portland Trail Blazers | Weber State                                 |
| 2     | 15   | Harold Fox (G)       | Vereinigte Staaten | Buffalo Braves         | Jacksonville                                |
| 2     | 16   | Jim Price (G)        | Vereinigte Staaten | Los Angeles Lakers     | Louisville                                  |
| 2     | 17   | Chris Ford (G/F)     | Vereinigte Staaten | Detroit Pistons        | Villanova University                        |
| 2     | 18   | Joby Wright (F/C)    | Vereinigte Staaten | Seattle SuperSonics    | Indiana University Bloomington              |
| 2     | 19   | Sam Sibert (F)       | Vereinigte Staaten | Cincinnati Royals      | Kentucky State University                   |
| 2     | 20   | John Gianelli (F/C)  | Vereinigte Staaten | Houston Rockets        | University of the Pacific                   |
| 2     | 21   | Steve Bracey (G)     | Vereinigte Staaten | Atlanta Hawks          | University of Tulsa                         |
| 2     | 22   | Paul Stovall (F)     | Vereinigte Staaten | Los Angeles Lakers     | Arizona State University                    |
| 2     | 23   | Brian Taylor (G)     | Vereinigte Staaten | Seattle SuperSonics    | Princeton University                        |
| 2     | 24   | Steve Hawes (F/C)    | Vereinigte Staaten | Cleveland Cavaliers    | University of Washington                    |
| 2     | 25   | Tom Patterson (F)    | Vereinigte Staaten | Baltimore Bullets      | Ouachita Baptist University                 |
| 2     | 26   | Dave Twardzik (G)    | Vereinigte Staaten | Portland Trail Blazers | Old Dominion University                     |
| 2     | 27   | Dennis Wuycik (F)    | Vereinigte Staaten | Boston Celtics         | University of North Carolina at Chapel Hill |
| 2     | 28   | Mike Ratliff (C)     | Vereinigte Staaten | Cincinnati Royals      | University of Wisconsin-Eau Claire          |
| 2     | 29   | Chuck Terry (F)      | Vereinigte Staaten | Milwaukee Bucks        | California State University, Long Beach     |
| 2     | 30   | Ollie Johnson (F)    | Vereinigte Staaten | Portland Trail Blazers | Temple University                           |
| 3     | 31   | Lloyd Neal (F/C)     | Vereinigte Staaten | Portland Trail Blazers | Tennessee State University                  |
| 3     | 33   | Scott English (F)    | Vereinigte Staaten | Phoenix Suns           | University of Texas at El Paso              |
| 3     | 34   | Don Buse (G)         | Vereinigte Staaten | Phoenix Suns           | University of Evansville                    |
| 3     | 35   | Frank Russell (G)    | Vereinigte Staaten | Chicago Bulls          | University of Detroit Mercy                 |
| 3     | 37   | Eric McWilliams (F)  | Vereinigte Staaten | Houston Rockets        | California State University, Long Beach     |
| 3     | 38   | Ron Riley (F)        | Vereinigte Staaten | Cincinnati Royals      | University of Southern California           |
| 3     | 39   | Kevin Porter (G)     | Vereinigte Staaten | Baltimore Bullets      | Saint Francis University                    |
| 3     | 40   | Jim Creighton (F)    | Vereinigte Staaten | Seattle SuperSonics    | University of Colorado                      |
| 3     | 42   | Claude Terry (G/F)   | Vereinigte Staaten | Phoenix Suns           | Stanford University                         |
| 3     | 43   | Bill Chamberlain (F) | Vereinigte Staaten | Golden State Warriors  | University of North Carolina                |
| 4     | 53   | Frank Schade (G)     | Vereinigte Staaten | Cincinnati Royals      | University of Wisconsin-Eau Claire          |
| 4     | 58   | Henry Bibby (G)      | Vereinigte Staaten | New York Knicks        | University of California, Los Angeles       |
| 4     | 60   | John Tschogl (F)     | Vereinigte Staaten | Golden State Warriors  | University of California, Santa Barbara     |
| 5     | 70   | James Silas (G)      | Vereinigte Staaten | Houston Rockets        | Stephen F. Austin State University          |
| 5     | 76   | Charles Dudley (G)   | Vereinigte Staaten | Golden State Warriors  | University of Washington                    |
| 5     | 78   | Rowland Garrett (F)  | Vereinigte Staaten | Chicago Bulls          | Florida State University                    |
| 7     | 109  | Bernie Fryer (G)     | Vereinigte Staaten | Phoenix Suns           | Brigham Young University                    |
| 7     | 113  | Mickey Davis (G/F)   | Vereinigte Staaten | Milwaukee Bucks        | Duquesne University                         |
| 8     | 117  | Ben Kelso (G)        | Vereinigte Staaten | Detroit Pistons        | Central Michigan University                 |
| 11    | 165  | Mark Minor (F)       | Vereinigte Staaten | Boston Celtics         | Ohio State University                       |
| 13    | 180  | Mike Barr (G)        | Vereinigte Staaten | Chicago Bulls          | Duquesne University                         |